# Нав'язливі спогади
«Нав'я́зливі спо́гади» (англ. The Haunting Memory) — американська короткометражна драма режисера Френка Кулі 1915 року.

## У ролях
- Ірвінг Каммінгс — Родріго Перрагіні / Ніколас Селія
- Вірджинія Кертлі
- Джо Харріс
- Фред Гембл
- Гледіс Кінгсбері